# Grundy
Grundy település az Amerikai Egyesült Államok Virginia államában, Buchanan megyében, melynek megyeszékhelye is. Lakosainak száma 875 fő (2020. április 1.).

## Népesség
A település népességének változása:

| 2010 | 1 021 |
| 2020 | 875   |